# KK Vardar
El KK Vardar Apave (en macedonio: КК Вардар Апаве) es un club de baloncesto profesional de la ciudad de Skopje, que milita en la Prva Liga, la máxima categoría del baloncesto macedonio. Disputa sus partidos en el SRC Kale.

## Historia
El primer equipo de baloncesto de Macedonia del Norte fue el KK Makedonija, fundado en 1945, y que ganó las dos primeras ligas oficiales (1945 y 1946). En 1947 el club se fusionó con la recién creada Asociación Deportiva Vardar, que también se había fusionado al equipo de fútbol FK Makedonija. El 27 de julio de 1947, se fundó el KK Vardar, cambiando su nombre de KK Makedonija a KK Vardar.
Entre los logros históricos del club está la Copa de baloncesto de Macedonia conseguida en 2007, el subcampeonato de la Prva Liga conseguido en 2005 y 2006 y el subcampeonato de la Copa de baloncesto de Macedonia conseguido en 2005.
En 2013 se fusionaron con el KK Apave (campeón de la Vtora Liga (2ª Div) y recién ascendido a la Prva Liga), dando lugar al actual KK Vardar Apave.

## Nombres
- KK Vardar (1947-2002)
- KK Vardar Imperijal (2002-2004)
- KK Vardar Osiguruvanje (2004-2008)
- KK Vardar 2000 (2008-2010)
- KK Vardar (2010–2013)
- KK Vardar Apave (2013–)

## Posiciones en liga
| - - Como KK Vardar - 1998: 2º-(2) - 1999: 8º-(1) - 2000: 1º-(2) - 2001: 8º-(1) - 2002: 7º - 2003: 3º - 2004: 4º - 2005: 1º - 2006: 3º - 2007: 3º - 2008: 7º - 2009: 7º - 2010: 9º-(Superleague) - 2011: (D4) | - - Como KK Vardar Apave - 2014: 9º-(Prva Liga) - 2015: 6º-(2) - 2002: 2º-(2) |

## KK Vardar en competiciones europeas
Copa Korać 1994/1995
| 1ª ronda | KK Vardar | Soproni Ászok | 74-90 | 77-79 |  |

## Palmarés
- Subcampeón de la Prva Liga

2005, 2006
- Campeón de la Copa de baloncesto de Macedonia

2007
- Subcampeón de la Copa de baloncesto de Macedonia

2005
- Campeón de la Vtora Liga (2ª Div)

2013
- Subcampeón de la Vtora Liga (2ª Div)

2016

## Jugadores destacados
| - - KK Vardar - Aleksandar Pejic - Siniša Avramovski - Miroslav Despotović - Ivica Dimčevski - Goran Dimitrijević - Marjan Gjurov - Zlatko Gocevski - Enes Hadžibulić - Gjorgji Kočov - Aleksandar Kostoski - Filip Kralevski - Bojan Krstevski - Slobodan Mihajlovski - Dimitar Mirakovski | - Kiril Nikolovski - Slobodan Petrovski - Darko Radulović - Emil Rajković - Goran Samardziev - Marko Simonovski - Darko Sokolov - Aleksandar Sovkovski - Aleksandar Šterjov - Damjan Stojanovski - Vojdan Stojanovski - Dime Tasovski - Darko Zdravkovski - Reggie Charles - Nikola Cumic | - Mladen Đorđević - Nemanja Ilić - Nemanja Maric - Slobodan Mitić - Zoran Mladenović - Aleksandar Paunovic - Marko Simović - Murat Batuk - Kiril Pavlovski - Riste Stefanov - Kosta Karamanolev - O'Neal Kamaka - Budimir Jolović | - - KK Vardar Apave - Ilia Kolev - Adem Mekić - Daniel Nacevski - Predrag Pajić - Ivan Sapundjiev - Nenad Stankov - Uroš Vasiljević | - Zarko Djuric - Vladimir Gajovic - Dragan Kerkez - Milos Tanaskovic - Malachi Jackson - Frisco Sandidge - Rashad West |